# Unió de Congregacions Jueves Messiàniques
La Unió de Congregacions Jueves Messiàniques (en anglès: Union of Messianic Jewish Congregations) (UMJC) va ser formada en 1979, mitjançant la unió de 19 congregacions jueves messiàniques independents, que van compartir la creença en Ieixua (Jesús de Natzaret) com el Messies.

## Objectius[calcitació]
En la seva formació, el UMJC va establir cinc objectius primaris:
- Fomentar l'establiment i el creixement de les congregacions jueves messiàniques arreu del món.
- Ser una veu per a les congregacions jueves messiàniques i pel judaisme messiànic arreu del món.
- Oferir un fòrum per a la discussió de temes rellevants relacionats amb el judaisme messiànic, i amb les congregacions jueves messiàniques.
- Ajudar el poble jueu arreu del món, i donar suport a l'Estat d'Israel.
- Fomentar l'educació i la formació de nous líders messiànics.

## Congregacions
En 2006, l'organització tenia 77 congregacions afiliades i grups. Aquests celebren una conferència anual internacional i nombrosos esdeveniments regionals, incloent conferències i fòrums pels joves messiànics.
La UMJC ajuda a crear noves congregacions messiàniques en diverses localitats, publica un diari semestral pels estudiants jueus messiànics anomenat Kesher, i patrocina un seminari, l'Institut jueu messiànic teològic.
Aquestes activitats són dirigides per l'organització UMJC. Una nova definició de judaisme messiànic va ser aprovada pels delegats de l'organització en l'any 2005:
" La unió de les congregacions jueves messiàniques (UMJC), veu al judaisme messiànic com un moviment de congregacions jueves i de grups de seguidors de Jesús de Natzaret, el Messies.
L'UMJC, abraça la responsabilitat de la vida i la identitat jueva, que es troben arrelades en la Torà, i són expressades en la tradició, i són aplicades en el context del nou pacte, el Nou Testament (Brit Hadasha). 
Els grups de jueus messiànics també poden incloure a les persones no jueves, que tanmateix volen participar en la vida comunitaria del poble jueu.